# الواقي الذكري المنكه

رزمة من الواقيات الذكرية المنكهة بأربع نكهات فواكه متنوعة

الواقي الذكري المنكه عبارة عن منتجات متخصصة للواقي الذكري ذات نكهة مغلفة ومصممة خصيصًا للجماع الفموي حصريًا، وليس لأفعال الاختراق. ومع ذلك، هناك الآن واقيات ذكرية بنكهة معتمدة من دائرة الغذاء والدواء في السوق. يمكن أن تنتقل الأمراض عن طريق الجنس الفموي، ولهذا يوصى باستخدام الواقي الذكري، والواقي الذكري المنكه مناسب بشكل خاص لهذا الغرض، لأن الواقي الذكري العادي له طعم غير لطيف من اللاتكس.  تحتوي بعض الواقيات الذكرية المنكهة أيضًا على رائحة خاصة بالنكهة مضافة إليها.

## المخاطر

### التهيج والالتهابات
توجد بعض المخاوف من استخدام الواقي الذكري المنكه في اختراق المهبل، نظرًا لأن الواقي الذكري المنكه يحتوي على بعض كميات السكر عليه، ويمكن أن يؤدي إدخال السكر في المهبل إلى التهاب الفرج أو التهاب المهبل البكتيري.

### الحساسية
يجب على الأشخاص المصابين بحساسية اللاتكس تجنّب استخدام الواقي الذكري المصنوع من مادة اللاتكس المنكهة، وبدلًا من ذلك استخدام الواقي الذكري البولي يوريثين أو البولي إيزوبرين.